# Ulrich Anschütz
Ulrich Anschütz (* 7. Mai 1945 in Borlas) ist ein deutscher Schauspieler.

## Leben
Ulrich Anschütz studierte von 1966 bis 1970 an der Staatlichen Schauspielschule Berlin. Anschließend erhielt er sein erstes Engagement am Hans Otto Theater in Potsdam, dem er bis 1985 angehörte. Seit 1986 ist er festes Mitglied am Maxim-Gorki-Theater in Berlin. Er gibt zusätzlich Gastspiele an verschiedenen anderen Bühnen und tritt häufig mit Literatur-Lesungen auf. Zudem spielt er in zahlreichen Film- und Fernsehproduktionen.

## Filmografie
- 1969:  Mohr und die Raben von London
- 1970: Hart am Wind
- 1971: Optimistische Tragödie (Fernsehfilm)
- 1971: Rottenknechte (Fernsehfilm)
- 1971: Hut ab, wenn du küsst!
- 1971: Der kleine und der große Klaus (Fernsehfilm)
- 1972: Trotz alledem!
- 1973: Das zweite Leben des Friedrich Wilhelm Georg Platow
- 1973: Zement (Fernsehfilm, 2 Teile)
- 1975: Eine Pyramide für mich
- 1975: Kriminalfälle ohne Beispiel: Mord im Märkischen Viertel (Fernsehreihe)
- 1976: Beethoven – Tage aus einem Leben
- 1978: Ursula (Fernsehfilm)
- 1978: Bluthochzeit (Studioaufzeichnung)
- 1980: Solo Sunny
- 1980: Archiv des Todes (Fernsehserie, 6. Teil)
- 1980: Levins Mühle
- 1980: Solo für Martina (Fernsehfilm)
- 1981: Der ungebetene Gast (Fernsehfilm)
- 1981: Wäre die Erde nicht rund
- 1984: Eine sonderbare Liebe
- 1988: Barfuß ins Bett (Fernsehserie, 1. bis 4. Teil)
- 1989: Verflixtes Mißgeschick!
- 1989: Die gläserne Fackel (Fernsehserie, 4. Teil)
- 1991: Superstau
- 1992: Alles Lüge
- 1996: Hallo, Onkel Doc! (Fernsehserie, 25. Episode)
- 1997: Für alle Fälle Stefanie (Fernsehserie, 88. Episode)
- 1998: Für alle Fälle Stefanie (Fernsehserie, 135. Episode)
- 1998: Hinter Gittern – Der Frauenknast (Fernsehserie, 50. bis 52. und 58. Episode)
- 1999: Hinter Gittern – Der Frauenknast (Fernsehserie, 59. Und 66 bis 68. Episode)
- 2000: Medicopter 117 – Jedes Leben zählt (Fernsehserie, 24. Episode)
- 2003: Tage des Sturms (Fernsehfilm)
- 2003: Wolffs Revier (Fernsehserie, 150. Episode)
- 2005: SOKO Wismar (Fernsehserie, 17. Episode)
- 2005: In aller Freundschaft (Fernsehserie, 267. Episode)
- 2007: Der letzte Zeuge (Fernsehserie, 72. Episode)
- 2007: Unsere Farm in Irland (Fernsehserie, 1. Folge)
- 2009: So ein Schlamassel
- 2009: Da kommt Kalle (Fernsehserie, 34. Episode)
- 2010: Notruf Hafenkante (Fernsehserie, 97. Episode)
- 2011: SOKO Leipzig (Fernsehserie, 189. Episode)
- 2012: Das Kindermädchen (Fernsehfilm)
- 2012: Ein Sommer im Elsass (Fernsehfilm)
- 2012: Klinik am Alex (Fernsehserie, 13. Und 14. Episode)
- 2014: In aller Freundschaft (Fernsehserie, 652. Episode)

## Theater
- 1979: Maxim Gorki: Die Sykows (Michail) – Regie: Günter Rüger (Hans Otto Theater Potsdam)
- 1980: John Millington Synge: Der Held der westlichen Welt (Christopher Mahon) – Regie: Günter Rüger (Hans Otto Theater Potsdam)
- 1981: Alonso Alegría: Der weiße Anzug (Milton Garcia) – Regie: Rolf Winkelgrund (Hans Otto Theater Potsdam)
- 1986: Claus Hammel: Die Preußen kommen (in 8 Rollen) – Regie: Karl Gassauer (Maxim-Gorki-Theater Berlin)
- 1986: Alexander Gelman: Sinulja – Regie: Klaus Manchen (Maxim-Gorki-Theater Berlin)
- 1987: Carlo Goldoni: Der Campiello (Anzoletto) – Regie: Hartwig Albiro (Maxim-Gorki-Theater Berlin)
- 1987: Victor Contreras: Garcia – Regie: Victor Contreras (Maxim-Gorki-Theater Berlin)
- 1987: Roger Vitrac: Victor oder Die Kinder an der Macht (Magneau, Esthers Vater) – Regie: Rolf Winkelgrund (Maxim-Gorki-Theater Berlin)
- 1989: Peter Shaffer: Amadeus (Amadeus) – Regie: Wolfram Krempel (Maxim-Gorki-Theater Berlin)
- 1989: Victor Contreras: Die Parade (mehrere Rollen) – Regie: Victor Contreras (Maxim-Gorki-Theater Berlin)
- 1989: Jörg Wilbrandt: Du süßes Menschenfleisch (Arthur) – Regie: Jörg Wilbrandt (Theater unterm Dach Berlin)
- 1991: Georges Feydeau: Du bist dran, ich passe (Coustouillu) – Regie: Ulrich Engelmann (Maxim-Gorki-Theater Berlin)
- 1991: Trevor Griffiths: Komiker (Phil Murray) – Regie: Rolf Winkelgrund (Maxim-Gorki-Theater Berlin)
- 1992: Jorge Díaz: Die Narben der Erinnerung (Teo) – Regie: Karl Gassauer (Maxim-Gorki-Theater Berlin)
- 1992: Jehoschua Sobol: Ghetto – Regie: Carl-Hermann Risse (Maxim-Gorki-Theater Berlin)
- 1995: Tony Kushner: Slawen – Regie: Uwe Eric Laufenberg (Maxim-Gorki-Theater Berlin)
- 1996: Friedrich Schiller: Kabale und Liebe (Hofmarschall von Kalb) – Regie: Günther Gerstner (Maxim-Gorki-Theater Berlin)
- 1999: Alfred Döblin: Berlin Alexanderplatz – Regie: Uwe Eric Laufenberg (Maxim-Gorki-Theater Berlin)
- 2008: Dale Wasserman: Einer flog über das Kuckucksnest (Cheswick) – Regie: Jan Jochymski (Maxim-Gorki-Theater Berlin)
- 2010: Anton Tschechow: Der Kirschgarten – Regie: Tilmann Köhler (Staatsschauspiel Dresden – Kleines Haus)
- 2010: Thomas Freyer: Im Rücken der Stadt (Nachbar) – Regie: Nora Schlocker (Maxim-Gorki-Theater Berlin)

## Hörspiele
- 1987: Heinrich Ernst Kromer: Goldrand (Hackel) – Regie : Werner Buhss (Hörspiel – Rundfunk der DDR)
- 1987: Andreas Scheinert: Wie Walther und Wolfram ihr Mütchen kühlten oder Der Sängerkrieg auf der Wartburg (Wolfram) – Regie: Norbert Speer (Kinderhörspiel, 2 Teile – Rundfunk der DDR)
- 1988: Uwe Petzold: Stundenglas (Werner Kottke) – Regie: Horst Liepach (Hörspiel – Rundfunk der DDR)
- 1988: František Obžera: ...Nur zwei Zehntel (Robert) – Regie: Rainer Schwarz (Hörspiel – Rundfunk der DDR)
- 1989: Fritz Rudolf Fries: Eine Insel will ich haben (Dr. Fergusson) – Regie: Horst Liepach (Kinderhörspiel – Rundfunk der DDR)
- 1989: Pepito Paredes: Live Dabei (Pascal) – Regie: Rainer Schwarz (Hörspiel – Rundfunk der DDR)
- 1989: Joachim Brehmer: Abriss (Statiker) – Regie: Edith Schorn (Kurzhörspiel aus der Reihe Waldstraße 7 – Rundfunk der DDR)
- 1990: Joachim Knauth: Ich möchte schreien (August Wilhelm Schlegel) – Regie: Fritz Göhler (Hörspiel – Rundfunk der DDR)
- 1990: Walter Püschel: Kilometer 9,2 oder Das kurze Leben des Bernd Rosemeyer    (Rudolf) – Regie: Christa Kowalski  (Kinderhörspiel, Kurzhörspiel – Rundfunk der DDR)
- 1990: Grigorij Belych/Leonid Pantelejew: Die Republik der Strolche (Zigeuner) – Regie: Werner Buhss (Kinderhörspiel, 3 Teile – Rundfunk der DDR)
- 1990: Sabine Heinrich: Glückspalmen (Oberleutnant Kramer) – Regie: Detlef Kurzweg (Kriminalhörspiel, Kurzhörspiel – Rundfunk der DDR)
- 1990: Kristina Handke: Dörte, einmal ganz oben – oder Dörte oben auf dem Kirschbaum (August) – Regie: Renate Beyer (Kinderhörspiel, Kurzhörspiel – Rundfunk der DDR)
- 1990: Heinz Drewniok: Die tote Expedition (Eduard Maroch) – Regie: Horst Liepach (Hörspiel – Rundfunk der DDR)
- 1990: Hans Siebe: Modell „Traumland“ (Leinhos) – Regie: Hans Knötzsch (Kriminalhörspiel – Rundfunk der DDR)
- 1990: Zsuzsa Kapecz: Alpatschino (Klassenleiter) – Regie: Beate Rosch (Hörspiel – Rundfunk der DDR)
- 1990: Heinz Pelka: Pöschkes Tod (Claudius) – Regie: Alexander Pestel (Kriminalhörspiel, Kurzhörspiel – Rundfunk der DDR)
- 1991: Bernd Schirmer: Gemischtes Doppel (Harald) – Regie: Barbara Plensat (Hörspiel – Rundfunk der DDR)
- 1991: Wolfgang Zander: Die Wüste (Mann) – Regie : Horst Liepach (Kurzhörspiel – Funkhaus Berlin)
- 1991: Ursula Fuchs: Emma (Vater) – Regie: Barbara Plensat (Kinderhörspiel – Deutschlandsender Kultur|DS Kultur)
- 1992: Bernd Schirmer: Weinverkostung (Personalchef) – Regie: Edgar Kaufmann (Hörspiel – ORB)
- 1995: Thomas Jonigk: Machtübernahme (Mann) – Regie: Klaus-Dieter Pittrich (Hörspiel – WDR)
- 1995: Eckhard Mieder: Dreckfresser (Klaus) – Regie: Barbara Plensat/ Gabriele Bigott (Hörspiel – SFB)
- 1997: Peter Jakobi: Tut Tut Tot (Dr. Berger) – Regie: Christoph Dietrich  (Kriminalhörspiel – SFB)
- 1998: Hannelore Hippe: Niedere Frequenzen (Schmitz-Frehrichs) – Regie: Christoph Dietrich (Kriminalhörspiel – SFB)
- 2004: Rolf Schneider: Die Affäre Leopold-Loeb (Jacob Franks) – Regie: Christoph Dietrich (Kriminalhörspiel – RBB/MDR)
- 2010: Thilo Reffert: Nebenwirkung – Tom Felskis zweiter Fall (Otto Friedrich) – Regie: Wolfgang Spier (Kriminalhörspiel – WDR)